# S/2004 S 24
S/2004 S 24是土星的一颗天然卫星，也是已知的最外层顺行卫星。其发现于2019年10月7日由斯科特·谢泼德、大卫·朱伊特和扬·克莱纳通过2004年12月12日至2007年3月22日期间的观测结果宣布。
S/2004 S 24的直径约为3公里，以顺行的方式绕土星公转，平均距离为22.901亿米，公转周期为1294.25天，轨道倾角为35.5°，轨道离心率为0.085。由于其轨道倾角与已知的加尔刻群四个成员类似，因此S/2004 S 24可能属于加尔刻群。然而，它的轨道距离要远得多，这引发了对这种分类的质疑。它很可能是独立于其他卫星的一个群体。
S/2004 S 24的确切形成机制尚不清楚，由于其轨道离心率较低（0.085），因此很少可能是被俘获的轨道。尽管如此，S/2004 S 24与其轨道区域内的所有其他卫星的公转方向相反，这使得它很难在整个太阳系历史上都保持在这个轨道上。